# Gonzalo de Berceo
Gonzalo de Berceo est un homme d’Église et poète castillan du XIIIe siècle, auteur d’une douzaine de recueils d’inspiration religieuse. Admis comme étant le premier poète identifié en langue espagnole, sa vie nous est toutefois mal connue, en dépit de l’importance de ses compositions.

## Biographie
Il est difficile de retracer avec précision la vie de Gonzalo de Berceo. Seuls quelques actes notariaux du monastère de San Millán de la Cogolla et quelques références dispersées dans ses œuvres peuvent nous renseigner avec certitude sur son parcours.
Il est probable qu’il soit né autour de l’an 1196, dans le village de Berceo, au cœur de La Rioja. Il est par la suite éduqué au monastère de San Millán de Suso, auquel il restera attaché au cours de sa carrière ecclésiastique. Gonzalo de Berceo n’appartient pas pour autant au clergé régulier. Il y exerce les fonctions de diacre, puis, plus tard, de prêtre. Il décède sans doute en 1264.
Sa formation intellectuelle est bien plus vaste qu’on ne l’a longtemps pensé. Ainsi, le terme de maestro cité dans les Milagros de San Millán de la Cogolla semble renvoyer à un titre universitaire, qu’il a sans doute obtenu aux Estudios Generales (ancêtre de l’université) de Palencia, à une date comprise entre 1223 et 1236. Il possède d’évidentes connaissances administratives et juridiques, qui lui permettent de détenir la fonction de notaire de l’abbé du monastère, Juan Sánchez. Ses fonctions essentielles à l’abbaye relevaient probablement de ce domaine. 
Par ailleurs, sa culture littéraire est palpable dans son œuvre. Gonzalo de Berceo domine la rhétorique, les lettres latines médiévales (bien qu’il admette ne pas être capable de composer en latin), ainsi que la littérature en langues romanes vernaculaires, notamment française.
Sa personnalité littéraire a longtemps animé, et continue à animer les débats entre spécialistes. Certains ne voient en effet en Gonzalo de Berceo qu’un humble clerc, se tournant vers la poésie mû par sa piété. Le chercheur Brian Dutton est parvenu, quant à lui, à démontrer toute la complexité d’un religieux, certes animé d’une grande dévotion, mais également alerte sur des questions plus matérielles. Profondément lié à son monastère d’attache, Gonzalo de Berceo, en maître des procédés didactiques, sait détourner la littérature au profit des intérêts de son église. C’est ainsi qu’il participe, à travers la Vida de San Millán de la Cogolla, à diffuser une information en partie falsifiée concernant un privilège prétendument accordé au monastère par Fernán González. Ce privilège contrefait affirme que toute la Castille est tenue de verser un tribut à San Millán de la Cogolla, alors qu’il ne s’agissait en réalité que d’une pratique volontaire. Berceo transforme par le texte une coutume en loi, cherchant par ces procédés à augmenter les rentes du monastère et à stimuler l’afflux de pèlerins. Cette pratique qui consistait à falsifier des informations issues de sources invérifiables, était cependant courante au Moyen Âge, et se trouvait justifiée par la foi. Cette perspective ébranle toutefois l’image idéalisée, défendue par certains, du simple religieux, auréolé de sa dévotion toute primitive. Sa personnalité n’en ressort que plus complexe et plus intéressante, en en faisant tout à la fois, un homme d’Église, de lettres et un maître de la propagande, dénotant une grande finesse dans l’écriture.

## Œuvre

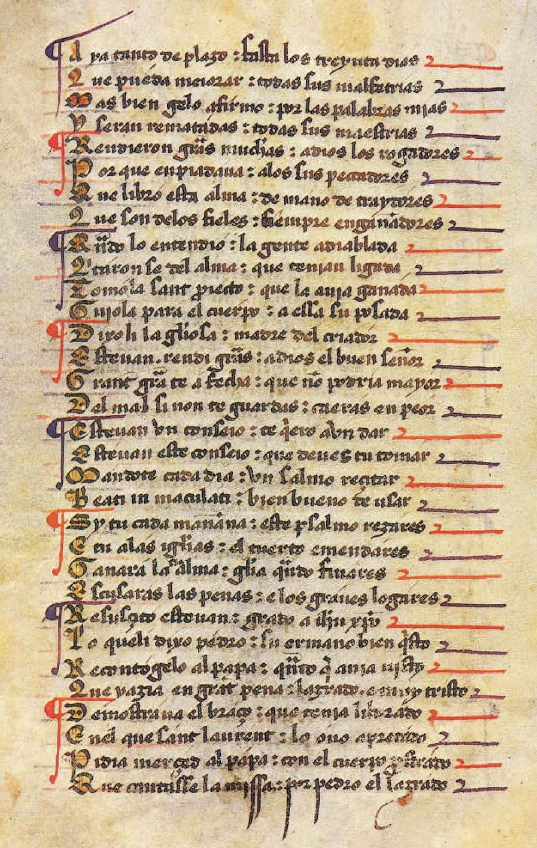
Manuscrit des Miracles de Notre Dame datant du XIV.

Don Tomás Antonio Sánchez de Uribe (1723–1802) a recueilli les ouvrages de Berceo dans la Coleccion de poesias castellanas anteriores al siglo XV, Madrid, 1775-1782-1790, 4 vol. in-8°.
Les douze œuvres de Gonzalo de Berceo qui sont parvenues jusqu’à nous se répartissent en trois grands groupes, selon leur contenu :
- quatre hagiographies : Vida de San Millán de la Cogolla (Vie de saint Millán de la Cogolla), Vida de Santo Domingo de Silos (Vie de saint Dominique de Silos) , Vida de Santa Oria (Vie de sainte Oria), Martirio de San Lorenzo (Martyre de saint Laurent) ;
- deux œuvres doctrinales : El Sacrificio de la Misa (Le sacrifice de la Messe), Los signos que aparecerán antes del Juicio (Les signes qui apparaîtront avant le Jugement) ;
- trois œuvres mariales : Loores de Nuestra Señora (Louanges à Notre Dame), Duelo que fizo la Virgen el día de la Pasión de su Hijo (Chagrin qu'eut la Vierge le jour de la Passion de son Fils), Milagros de Nuestra Señora (Miracles de Notre Dame)
- également trois hymnes traduits du latin

D'autres œuvres - disparues - lui ont été attribuées (Historia de Valvanera, Trasalación de San Millán, Traslación de los Mártires de Arlanza). Il est cependant probable que les textes nous étant parvenus représentent la totalité de sa production.
La poésie de Gonzalo de Berceo est une poésie culte, celle d’un homme savant rompu au maniement de la rhétorique. C’est également celle d’un clerc, maîtrisant l’art de la didactique, et le sermon, qui revêtent une importance particulière dans la poésie de Berceo. Les thèmes religieux occupent par ailleurs l’œuvre du poète, et ce, de manière exclusive. Ce dernier appartient à une école littéraire alors naissante, propre à la littérature savante des clercs : le métier de clergie (es) (mester de clerecía). Il donne ses premières lettres de noblesse à la forme poétique par excellence de cette école : la cuaderna vía, type de quatrain d’alexandrins espagnols (vers de 14 pieds à deux hémistiches) à rime consonante. Berceo participe également à l’élaboration d’une langue littéraire en espagnol, à travers l’adaptation de nombreux termes latins.
Son écriture n’en est pas moins imprégnée de références à la littérature orale populaire. Le poète emprunte au métier de jonglerie (es) (mester de juglaría), en adoptant certaines formules typiques de la manière de chanter des jongleurs ; il s'inspire également de l’art oratoire des prêcheurs. Il puise dans la langue et la vie quotidiennes un vocabulaire et des images vifs et pittoresques. Cette démarche facilite davantage encore la popularisation des thèmes religieux.